# 徐无闻
徐无闻（1931年11月—1993年），名永年，字嘉龄，后因耳聋改字无闻，男，汉族，四川成都人，中国书法家，曾任中国书法家协会理事。